# Гепецкий, Александр Александрович
Александр Александрович Гепецкий (1879 — ?) — русский военный деятель, полковник. Герой Первой мировой войны.

## Биография
Происходил из семьи священника  Бессарабской губернии. Общее образование получил в Кишиневской духовной семинарии. Выпущен подпоручиком в Минский 54-й пехотный полк. На 1909 год штабс-капитан — командир роты 54-го Минского пехотного полка.

С 1914 года участник Первой мировой войны в составе своего полка, за отличие по службе произведён в капитаны. Высочайшим приказом от 13 октября 1914 года за храбрость награждён орденом Святого Георгия 4-й степени:
За то, что в бою 21-го мая 1915 года у д. Старжава, стремительным наступлением батальона во фланг и тыл австро-германцев, выбил их из д. Старжава, продвинулся вперёд и занял высоты. Несмотря на упорные контр-атаки превосходного в силах противника и на безпрерывный огонь его артиллерии, удержал за собою этот важный боевой участок, чем способствовал общему успеху

В 1915 году за боевые отличия произведён в подполковники — командир батальона 54-го Минского пехотного полка. В 1916 году за боевые отличия произведён в полковники — командир Подольского 55-го пехотного полка. Высочайшим приказом от 30 ноября 1916 года за храбрость награждён Георгиевским оружием: 
За то, что  в бою  3-го июля 1916 года у д. Пустомыты командуя 2-м батальоном 54-го Минского пехотного полка, когда роты 1-го и 3-го батальонов полка под сильнейшим артиллерийским, ружейным и пулемётным огнём противника залегли у проволочных заграждений, будучи переброшен из резерва для атаки названной деревни, умело накопив роты батальона в лощине, развернул его в боевой порядок и стремительной атакой, увлекая за собой и роты других батальонов, ворвался в деревню; благодаря быстроте и умелой распорядительности, неприятель был смят и обращён в отступление, чем успешно выполнил данную задачу, захватив при этом 2 пулемёта и 200 германцев пленными

## Награды
- Орден Святой Анны 3-й степени с мечами и бантом (ВП 11.02.1915)
- Орден Святого Георгия 4-й степени (ВП 22.12.1915)
- Орден Святого Станислава 2-й степени с мечами (ВП 31.08.1916)
- Георгиевское оружие (ВП 30.11.1916)
- Орден Святого Владимира 3-й степени с мечами (ВП 18.09.1917)